# Contea di Litang
La contea di Litang (理塘县S, Lǐtáng XiànP) è una contea della Cina, situata nella provincia di Sichuan e amministrata dalla prefettura autonoma tibetana di Garzê.